# 1097
1097 је била проста година.

## Догађаји
- Свргавање Доналда Бејна, краља Шкотске, уз учешће Едгара Ателинга. Едгар, један од шест синова Малколма III и Маргарете, постао је краљ.
- 14. мај — 19. јун — Опсада Никеје (1097) и заузимање Никеје од стране крсташа и Римљана. Након неколико месеци Никеја је враћена Византији.
- Рејмонд Тулуски и његова крсташка војска је стигла до Скадра крајем јануара 1097. године. Хроничар монах Ордерик Витал наводи да га је тамо "Бодин, краљ Словена пријатељски их је примио." Рајмунд Тулуски и краљ Константин Бодин су се и побратимили током боравка крсташа у нади да ће уредити снабдевање своје војске и спречити нападе локалног становништва. Међутим, и након напуштања Скадра све до Драча крсташе Рајмунда Тулуског пратили су напади локалног словенског становништва.
- 1. јул — велика победа крсташа над Турцима код Дорилеја. Танкред, унук Роберта Гвискара, истакао се у биткама код Никеје и Дорилеја.
- 21. октобар — почетак опсаде Антиохије од стране крсташа током Првог крсташког рата.
- 1095-1097 — Словенски устанак. Коломан Писар је подржао свог млађег брата Алмоша (коме је Ласло I завештао словенски део Краљевине Угарске) током побуне против његове власти.
- Април (мај) — последњи словенски краљ Петар Свачић погинуо је у бици код Гвозда са Угарима.
- Кангли и Туркмени су ослободили Хорезм (Кутб ад-Дин Мухамед I).
- Манастир Сазава у Чешкој, као последњи центар православља у Чешкој, је уништен. Причешће у оба облика је тамо постојало до његовог уништења.
- 27. фебруар — Новгородски кнез Мстислав Владимирович је нанео тежак пораз кнезу Олегу Свјатославичу и Јарославу Свјатославичу у бици „на Кулачу“ код Суздаља, услед чега су изгубили не само своје претходне тековине, већ и Рјазан и Муром, које је освојио 1096. године.
- Мстислав Владимирович, упркос победи, изразио је спремност да делује као посредник у помирењу између Олега Свјатославича и његовог оца Владимира Мономаха. Сачувано је писмо Мономаха Олегу, у којем износи своје виђење догађаја који су се одиграли и предлаже да се спорна питања реше мирним путем.
- Октобар — одржан је Љубечки конгрес — конгрес руских кнежева, одржан у граду Љубечу (на Дњепру) са циљем да се договоре о окончању међукнежевских сукоба око апанажа и да се уједине против Половца који су пустошили Русију. Олег Свјатославич постаје новгородско-северски кнез. Давид Свјатославич постаје черниговски кнез.Јарослав Свјатославич први пут постаје муромско-рјазански кнез. Василко Ростиславич је обезбедио себи Теребовљ.
- Владимир Мономах потврђује своје право на Перејаслављ-Руски. Муромска кнежевина је постала део Черниговске кнежевине.
- Василко Ростиславич је намамљен на кнежевски двор Свјатополка у Кијеву и тамо притворен.
- 6. новембар — Василко Ростиславич је одведен у Звенигород (према другим изворима — у Белгород у Кијеву), где га је Свјатополков пастир, Беренди, ослепио. Давид Игоревич је понудио Василку Романовичу, који је остао у његовом заточеништву, да преузме контролу над Всеволожем, Шеполом или Перемилом, али је он одбио.
- Владимир Мономах, сазнавши за ослепљење, за све криви Свјатополка Изјаславича и, заједно са савезничким кнежевима, окупља војску намеравајући да крене на Кијев. Рат спречавају Кијевљани, који шаљу Ану, његову маћеху, Всеволодову удовицу и митрополита Николаја као амбасадоре Мономаху, који успевају да помире кнежеве под условом да се Свјатополк лично супротстави Давиду Игоревичу.

### Јул
- 1. јул — Крсташи предвођени Боемундом Тарентским су у бици код Дорилеја поразили селџучку војску предвођену Килиџ Арсланом.

### Август
- 20. октобар — Крсташи су у Првом крсташком рату започели опсаду Антиохије.

## Смрти
- Евстратије Печерски

- Петар Свачић
- Свен Крсташ